# アンガム・デー
アンガム・デー (Angam Day) とはナウルの祝日の1つで、毎年10月26日である。

## 語源
ナウル語でangamとは、「歓喜」「祝賀」「全ての苦難の征服」「目標の達成」「帰郷」を意味する言葉である。

## 概要

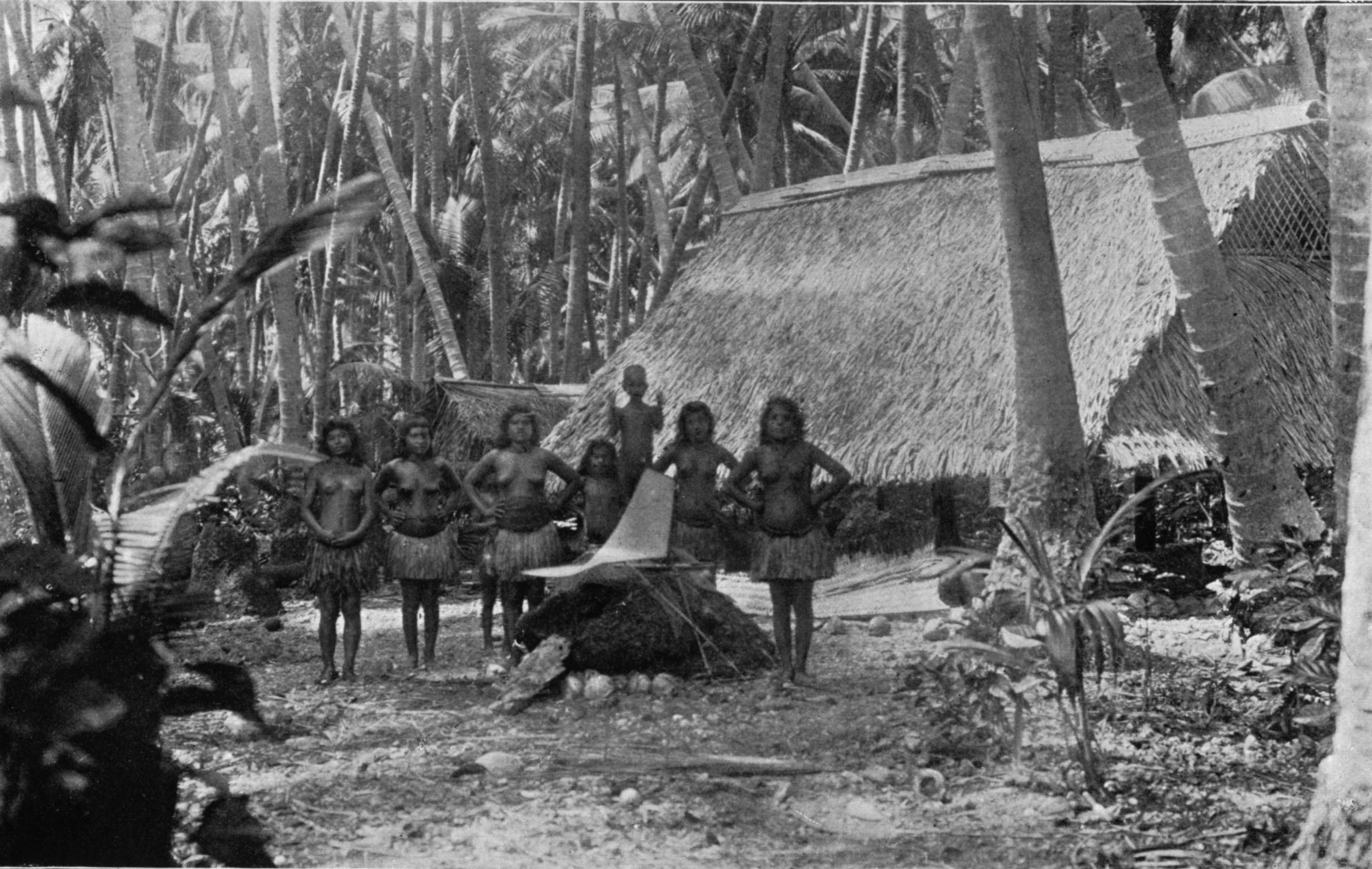
1896年

ナウルの人口が、民族の存続に必要とされる1500人を下回り、ナウル民族が消滅の危機となったことが、これまでに第一次世界大戦後の1932年と第二次世界大戦後の1949年の2回あった。どちらのときにもナウルの人口は1500人を回復し、その日がアンガム・デーとして祝われた。

## 歴史

### 1回目のアンガム・デー
1回目のアンガム・デーは、第一次世界大戦の直後にあった。1919年、第一次世界大戦終了によりナウルを含南太平洋の各島はドイツ帝国の統治から離れ、ナウルはオーストラリア・ニュージーランド・イギリスが委任統治を行うこととなった。オーストラリアのグリフィス准将が人口調査を行った。後に、現地の酋長との会合で、ナウルの人口が、民族の存続に必要とされる1500人を下回っていることを告げ、将来、人口が1500人に達した日を「アンガム・デー」として祝日とし、これを記念してそれ以降毎年祝うこと、1500人目の赤ちゃんを「アンガム・ベビー」と呼んで記念品を贈ることを提案した。
その13年後の1932年、ナウルの人口は1500人に達した。1500人目の赤ちゃん「アンガム・ベビー」は10月26日に生まれ、この日をアンガム・デーとして祝うこととなった。

### 2回目のアンガム・デー

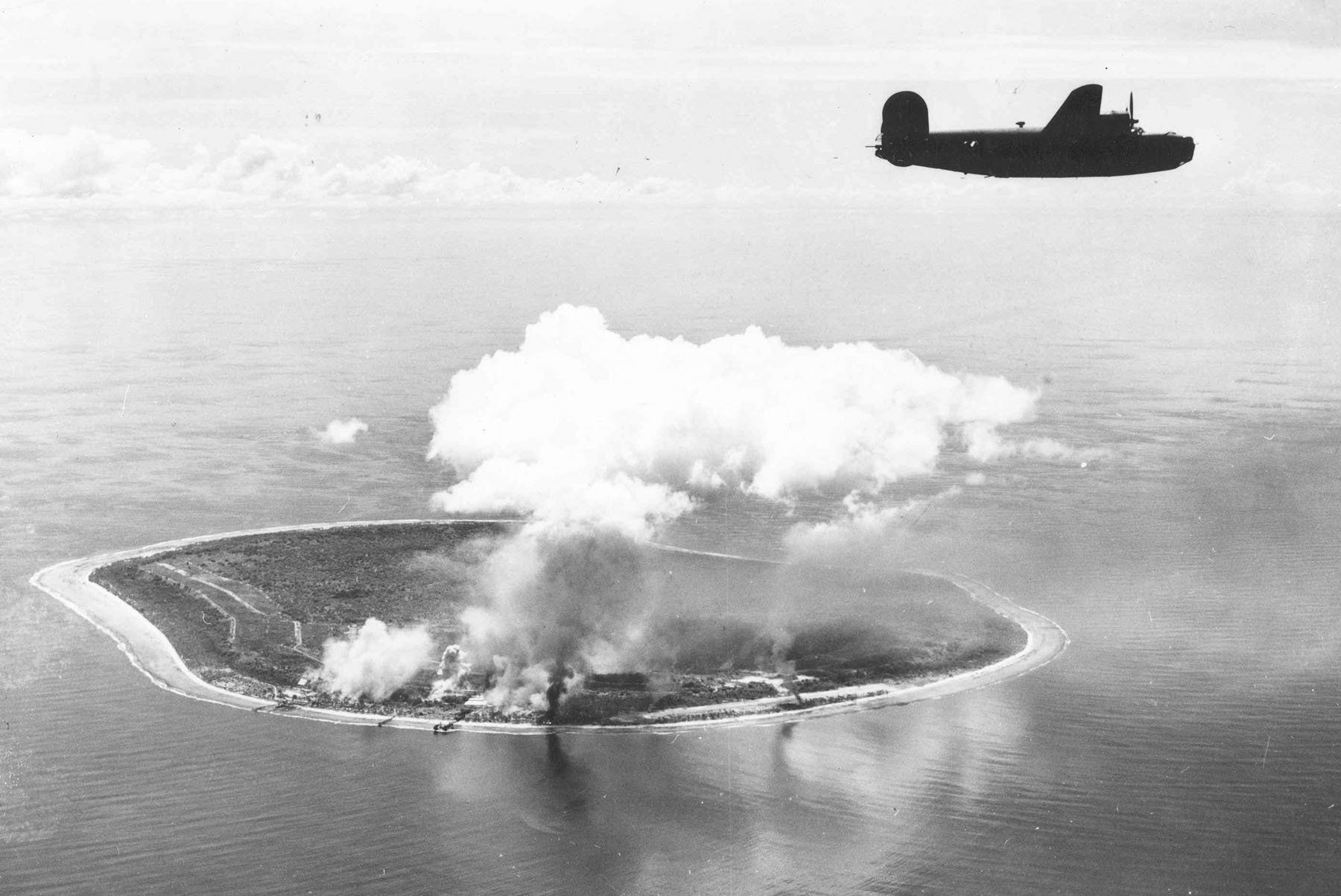
1943年

第二次世界大戦中、ナウルは日本が占領した。1201人のナウル人がトラック諸島（現在のチューク諸島）に避難したが、戦後、ナウルに戻ってきたのは737人であった。ナウルに留まった約600人のうち、生き残ったのは約400人で、再びナウルの人口は1500人を下回った。ナウル民族を消滅させないため、再び「アンガム・デー」が設定されることとなった。
1949年3月31日にボエ地区に生まれた子供が1500人目の赤ちゃん「アンガム・ベビー」として祝われた。しかし、この日は正式な祝日にはなっていない。